# 割れ窓理論
割れ窓理論（われまどりろん、英: Broken Windows Theory）とは、軽微な犯罪も徹底的に取り締まることで、凶悪犯罪を含めた犯罪を抑止できるとする環境犯罪学上の理論。アメリカの犯罪学者ジョージ・ケリングが考案した。「建物の窓が壊れているのを放置すると、誰も注意を払っていないという象徴になり、やがて他の窓もまもなく全て壊される」との考え方からこの名がある。破れ窓理論、壊れ窓理論、ブロークン・ウィンドウ理論などともいう。

## 概説
割れ窓理論とは次のような説である。
治安が悪化するまでには次のような経過をたどる。
1. 建物の窓が壊れているのを放置すると、それが「誰も当該地域に対し関心を払っていない」というサインとなり、犯罪を起こしやすい環境を作り出す。
2. 住民のモラルが低下して、地域の振興、安全確保に協力しなくなる。それがさらに環境を悪化させる。
3. 凶悪犯罪を含めた犯罪が多発するようになる。

したがって、治安を回復させるには、
- 一見無害であったり、軽微な秩序違反行為でも取り締まる。
- 警察職員による徒歩パトロールや交通違反の取り締まりを強化する。
- 地域社会は警察職員に協力し、秩序の維持に努力する。

などを行えばよい。

## 沿革
心理学者フィリップ・ジンバルドは1969年、人が匿名状態にある時の行動特性を実験により検証した。その結論は、「人は匿名性が保証されている・責任が分散されているといった状態におかれると、自己規制意識が低下し、『没個性化』が生じる。その結果、情緒的・衝動的・非合理的行動が現われ、また周囲の人の行動に感染しやすくなる。」というものであった。
1972年、アメリカ警察財団は犯罪抑止のための大規模な実験を行った。その中の1つに、警察職員の徒歩パトロールを強化する実験があった。これには「犯罪発生率を低下させる効果はなかった」ものの、一方で住民の「体感治安」が向上した。犯罪学者ジョージ・ケリングはこの結果とジンバルドの理論を踏まえ、割れ窓理論を考案した。1982年、犯罪学者ジョージ・ケリングとジェイムズ・ウィルソンが、『アトランティック・マンスリー』誌上に割れ窓理論を発表した。この論文で初めて"Broken Windows Theory"という用語が用いられた。

## 実験例
ある郵便受けの近くの壁に落書きがあったり、付近にごみが捨ててあったりした場合、被験者がその郵便受けから5ユーロ札入りの封筒を盗む割合は25％で、郵便受けの周りがきれいだった場合の13%を2倍近く上回った。
K. Keizerらは、オランダでのフィールド実験により、落書きや無節操な花火の打ち上げといった社会規範に反する行為やその形跡を見たときに、被験者も同様に社会規範を無視した行為を行いたがる傾向を実証した、と2008年に報告している。たとえば落書きの有無により、ポイ捨てや窃盗といった反社会的な行為の件数に、2倍以上の開きがあった。このフィールド実験から、反社会的な行動の痕跡を放置することは、モラルの低下を拡大させると結論づけている。

## 適用例

### ニューヨークの例
ニューヨーク市は1980年代からアメリカ有数の犯罪多発都市となっていたが、1994年に検事出身のルドルフ・ジュリアーニが治安回復を公約に市長に当選すると「家族連れにも安心な街にする」と宣言し、ケリングを顧問としてこの理論を応用しての治安対策に乗り出した。
彼の政策は「ゼロ・トレランス（不寛容）」政策と名付けられている。具体的には、警察に予算を重点配分し、警察職員を5,000人増員して街頭パトロールを強化した他、
- 落書き、未成年者の喫煙、無賃乗車、万引き、花火、爆竹、騒音、違法駐車など軽犯罪の徹底的な取り締まり
- ジェイウォーク（歩行者の交通違反）やタクシーの交通違反、飲酒運転の厳罰化
- 路上屋台、ポルノショップの締め出し
- ホームレスを路上から排除し、保護施設に強制収容して労働を強制する

などの施策を行った。
そして就任から5年間で犯罪の認知件数は殺人が67.5%、強盗が54.2%、婦女暴行が27.4%減少し、治安が回復した。また、中心街も活気を取り戻し、住民や観光客が戻ってきた。
その反面、無実の人間が警官により射殺されるという深刻な事態も発生し、アマドゥ・ディアロ射殺事件においては大規模なデモに発展した。

### イギリスの例
イギリスの行政は、いわゆる「割れ窓理論」に立って取り締まり、落書きを消すが、全部消したわけではなく、面白いものや人の迷惑にならない場所のものは残した。こうした環境がバンクシーのようなストリート・アーティストを出現させた。

### 日本の例
2001年に札幌中央署（北海道警察札幌方面中央警察署）が割れ窓理論を採用し、割れ窓を違反駐車に置き換えて、「すすきの環境浄化総合対策」として犯罪対策を行った。具体的には北海道内最大の歓楽街のすすきので駐車違反を徹底的に取り締まる事で路上駐車が対策前に比べて3分の1以下に減少、併せて地域ボランティアとの協力による街頭パトロールなどの強化により2年間で犯罪を15%減少させることができた。これを受けて各地の警察署からヒアリングなどが活発化している。
警察庁は平成14年度版『警察白書』において、次のように述べている。
東京都足立区は、東京都でもっとも治安が悪いともされていたが、割れ窓理論に基づいた「ビューティフル・ウィンドウズ運動」を実施。それにより、刑法犯罪認知件数総数減少の効果が見られ、2019年の刑法犯罪件数はピーク時と比べて8割も減少した。

### ビジネス界の例
ビジネス界において、割れ窓理論を適用して成功を収めている例がある。
- 日本・東京ディズニーランド・東京ディズニーシーでは、ささいな傷をおろそかにせず、ペンキの塗りなおし等の修繕を惜しみなく夜間に頻繁に行うことで、割れ窓理論を採用していると一部メディアから言われている。ただし、東京ディズニーランドが公言しているわけではないため、これが割れ窓理論に基づいた運営方針であるかは不明である。
- アメリカのデパートチェーン、ノードストロームは、単に傷を直しておくという消極的対策だけでなく、「割れ窓」の対極である意味合いのピアノの生演奏を顧客に提供するなどして、成果につなげている[2]。

## 批判
アメリカにおけるこの理論に対する批判者は、主な犯罪の発生率は1990年代の間アメリカの他の多くの都市でも低下しており、そしてそのことは「ゼロ・トレランス」政策を採用した都市でもしなかった都市でも同様であるという事実を指摘している。
また別の調査では、重大犯罪における「ゼロ・トレランス」の効果は、同じ頃ニューヨークで行われていた他の取り組みの効果と区別することが難しいことを指摘している。そういった取り組みは次のようなものであった。
- 上で述べた警察の改革（特に、警察官の増員というシンプルな方策）。
- 景気浮揚時に、50万人以上を福祉を受けざるを得ない状態から就職へと導いたプログラム。

また別の解釈では、犯罪発生率が低下しつづけた原因として以下を挙げている。
- 麻薬の流行が収まったこと。
- ロックフェラー麻薬法（英語版）により刑務所の収容人口がゼロ・トレランスとは無関係に増加したこと。
- 人口構成の変化により、犯罪を起こしがちな16歳から24歳の男性人口が減少したこと[10]。
  - 特に、1973年のロー対ウェイド事件にて人工妊娠中絶の規制が違憲無効とされたことが大きく、以後は合法化された中絶によってそうした層がはじめから産まれなくなり、もしも彼らが産まれていれば一番犯罪者になりやすい年齢になるはずだった80年代後半から90年代にかけて、ちょうどその結果が現れてきたことが原因とされる。[11]

学問の分野では、デービッド・サッチャー（ミシガン大学公共政策・都市計画学助教授）が2004年の発表において次のように述べている。
更にサッチャーは「割れ窓理論へのこういった異議申し立てによっても、政策立案者または公共機関と共に取締りを行うことによる秩序維持活動は未だに信用を落としてはいない」と言っている。
シカゴ大学 Law Review 2006年冬版の中で、バーナード・ハーコートとジェンス・ルードヴィッヒは、最近住宅・都市計画局が計画したニューヨークに住む借家人をより秩序のある郊外に移転させる計画について調査した。割れ窓理論に従えば、一旦より安定した場所に移動させれば、その状況によって借家人は犯罪を起こしにくくなるはずだった。ところがハーコートとルードヴィッヒの調査結果では、借地人たちは以前と同じ確率で犯罪を起こし続けていたのである。